# Quân Khăn Đỏ
Quân Khăn Đỏ (giản thể: 红巾军; phồn thể: 紅巾軍; Hán-Việt: Hồng Cân quân) là các lực lượng khởi nghĩa nông dân cuối đời Nguyên, ban đầu là do các tông giáo dân gian như Minh giáo, Di Lặc giáo, Bạch Liên giáo kết hợp phát động. Vì họ dựng cờ đỏ, đầu đội khăn đỏ, nên được gọi là quân Khăn Đỏ hay Hồng quân. Phần lớn các tông giáo này đều thờ Phật, trong quân thường thắp nhang làm lễ, nên còn được gọi là Hương quân. Cuộc khởi nghĩa đã dẫn tới sự sụp đổ của nhà Nguyên của người Mông Cổ và sự thành lập của nhà Minh do người Hán lãnh đạo.

## Bối cảnh ra đời
Cuối đời Nguyên, gian thần chuyên quyền, quan lại tham ô, mâu thuẫn xã hội ngày càng sâu sắc. Giáo thủ Hàn Sơn Đồng ở Vĩnh Niên  tích cực truyền giáo, bọn Lưu Phúc Thông trở thành những tín đồ đầu tiên của ông ta. Bọn họ tuyên truyền "Di Lặc giáng sinh, Minh Vương xuất thế", hiệu triệu tín đồ, chờ thời cơ lật đổ nhà Nguyên.
Tháng 5 năm Chí Chính thứ 4 (1344), mưa lớn hơn 20 ngày, Hoàng Hà gây lụt, quận huyện ven sông đều chịu thủy tai, nhân dân vô cùng khốn khổ. Do nước lũ tràn vào Vận Hà, uy hiếp Diêm Trường của Lưỡng Tào, ảnh hưởng đến thu nhập của Quốc khố, vào tháng 4 năm thứ 11 (1351), Nguyên Thuận đế nhiệm mệnh Giả Lỗ làm Công bộ thượng thư, Tổng trị Hà phòng sứ, phát 15 vạn dân phu ở 13 lộ Biện Lương , Đại Danh ,... cùng 2 vạn quân đội ở 18 địa phương như Lư Châu ..., tháo nước trị sông.
Bọn Hàn Sơn Đồng, Lưu Phúc Thông cho rằng đấy là thời cơ, đầu tháng 5, tụ tập 3.000 người ở thượng du sông Dĩnh thuộc Dĩnh châu, giết ngựa trắng – trâu đen, thề nguyền trời đất, chuẩn bị khởi nghĩa. Tuyên xưng Hàn Sơn Đồng là cháu 8 đời của Tống Huy Tông, nên làm chủ Trung Quốc; Lưu Phúc Thông là hậu duệ của tướng nhà Nam Tống là Lưu Quang Thế, nên giúp rập.

## Quá trình hoạt động

### Giai đoạn cao trào

#### Khắp nơi hưởng ứng
Khởi nghĩa còn chưa bắt đầu thì huyện lệnh phái binh đến tiễu trừ, Sơn Đồng bị bắt giết, vợ con trốn đến Vũ An. Lưu Phúc Thông soái nghĩa quân đột vây, vào ngày 3 tháng 5 (tức 28 tháng 5) đánh chiếm Dĩnh châu, cuộc khởi nghĩa Khăn Đỏ chính thức bùng nổ. Lưu Phúc Thông đánh bại quan quân đến trấn áp, nhanh chóng chiếm cứ nhiều thành, trấn nay thuộc An Huy, Hà Nam.
Tháng 8, "Chi ma lý" Lý Nhị khởi nghĩa ở Từ Châu; Từ Thọ Huy, Bành Oánh Ngọc khởi nghĩa ở Kỳ Châu . Tháng 12, bọn "Bố vương tam" Vương Quyền khởi nghĩa ở Đặng Châu , xưng là Bắc Tỏa Hồng quân. Tháng giêng năm thứ 12 (1352), Mạnh Hải Mã chiếm lĩnh Tương Dương, xưng là Nam Tỏa Hồng quân. Tháng 2, bọn Quách Tử Hưng khởi nghĩa ở Hào Châu .

#### Thoát Thoát bị hại
Tháng 3 nhuận, triều đình trước sau phái bọn Tứ Xuyên hành tỉnh bình chương Giảo Trụ, Tứ Xuyên hành tỉnh tham chính Đáp Thất Bát Đô Lỗ, các vương Diệc Liên Chân Ban, Ái Nhân Ban; tham tri chính sự Dã Tiên Thiếp Mộc Nhi, Thiểm Tây hành tỉnh bình chương Nguyệt Lỗ Thiếp Mộc Nhi, Dự vương A Lạt Thắc Nạp Thất Lý, Tri xu mật viện sự Lão Chương chia đường vây tiễu hai cánh Nam - Bắc Tỏa Hồng quân, ý đồ cô lập Lưu Phúc Thông. Tháng 5, Đáp Thất Bát Đô Lỗ hạ được Tương Dương, "Bố vương tam" Vương Quyền bị bắt, Bắc Tỏa Hồng quân bị trấn áp. Trong lúc này, các cánh quân của bọn địa chủ vũ trang Sát Hãn Thiếp Mộc Nhi và Lý Tư Tề phá được La Sơn, lực lượng phát triển lên đến hàng vạn người, đồn trú Trầm Khâu , liên tiếp đánh bại nghĩa quân Khăn Đỏ, gây ra vô vàn khó khăn cho bọn Lưu Phúc Thông.
Tháng giêng năm thứ 14 (1354), Đáp Thất Bát Đô Lỗ hạ được Thiểm Châu , Mạnh Hải Mã tử trận, Nam Tỏa Hồng quân bị trấn áp. Sau 3 tháng vây khốn Trương Sĩ Thành ở Cao Bưu, đầu năm thứ 15 (1355), Thoát Thoát bị bãi binh quyền rồi bị hại, quân đội nhà Nguyên rệu rã, chỉ trông vào lực lượng của địa chủ vũ trang. Phúc Thông lợi dụng tình thế thay đổi theo hướng có lợi, vào tháng 2, đón con trai Hàn Sơn Đồng là Hàn Lâm Nhi ở trại Giáp Hà, núi Nãng; kiến lập chính quyền, đặt quốc hiệu là Tống, đổi niên hiệu là Loan Phượng, đưa Lâm Nhi lên ngôi, xưng là "Tiểu Minh vương".
Tháng 6, Phúc Thông soái quân tấn công Biện Lương, nhằm phân tán binh lực của quan quân, từ tháng 9 năm thứ 16 đến mùa hạ năm thứ 17 (1357), Phúc Thông tổ chức 3 lộ quân bắc phạt: quân Đông lộ do Mao Quý soái lãnh, từng đến Táo Lâm, Liễu Lâm , khiến cho Đại Đô kinh động; quân Tây lộ do Bạch Bất Tín, "Đại đao ngao", Lý Hỷ Hỷ đi Quan Trung; quân Trung lộ do "Quan tiên sanh" Quan Đạc, "Phá đầu phan" Phan Thành, Phùng Trường Cữu, Sa Lưu Nhị, Vương Sĩ Thành đi Hà Bắc, Sơn Tây.
Tháng 5 năm thứ 18 (1358), Phúc Thông hạ được Biện Lương, dời Tống đô về đấy.

### Giai đoạn thoái trào

#### Phía bắc Trường Giang
Cùng năm (1358), quan quân phá Tào Châu, cắt đứt liên hệ giữa chính quyền Tống với quân Khăn Đỏ ở Sơn Đông. Đầu năm thứ 19 (1359), Bột La Thiếp Mộc Nhi trú thủ Đại Đồng, cắt đứt liên hệ giữa chính quyền Tống với quân Khăn Đỏ Trung lộ. Quân Tây lộ bị bọn Sát Hãn Thiếp Mộc Nhi đánh bại, tan chạy vào Thục, lại thêm Sát Hãn Thiếp Mộc Nhi đưa trọng binh trú thủ Thằng Trì, Lạc Dương, chuẩn bị tấn công Biện Lương. Chính quyền Tống trở nên bị cô lập, không có viện quân.
Tình hình ở Sơn Đông liên tục thay đổi. Mao Quý bắc phạt thất bại nên quay về Ích Đô. Sau khi Triệu Quân Dụng thất thủ Hoài An, đến nương nhờ Mao Quý, rồi lại lừa giết Mao Quý. Bộ tướng của Mao Quý là Tục Kế Tổ từ Liêu Dương về Ích Đô, giết Quân Dụng. Một loạt biến cố khiến quân Khăn Đỏ ở Sơn Đông chỉ còn lực lượng của Điền Phong ở Đông Bình là nguyên vẹn, nhưng cũng không chống nổi.
Tháng 5 năm thứ 19 (1359), Sát Hãn Thiếp Mộc Nhi chia quân mấy lộ cùng tiến, bao vây Biện Lương. Tháng 8, thành vỡ, Lưu Phúc Thông đưa Tiểu Minh vương đột vây chạy đến An Phong.
Mùa hạ năm thứ 21 (1361), Sát Hãn Thiếp Mộc Nhi phát động tấn công quân Khăn Đỏ ở Sơn Đông. Điền Phong, Vương Sĩ Thành (bỏ quân Trung lộ quay về từ năm thứ 20) đầu hàng. Tháng 10, Sát Hãn vây Ích Đô, bộ tướng của Mao Quý là bọn Trần Nhu Đầu kiên trì chống lại.
Tháng 6 năm thứ 22 (1362), Điền Phong, Vương Sĩ Thành giết Sát Hãn Thiếp Mộc Nhi, tham gia chiến đấu bảo vệ Ích Đô. Con nuôi của Sát Hãn là Khoách Khuếch Thiếp Mộc Nhi kế tự, tiếp tục vây thành. Tháng 11, Ích Đô vỡ, Điền Phong, Vương Sĩ Thành, Trần Nhu Đầu bị giết. Từ đây, nghĩa quân Khăn Đỏ ở Sơn Đông đã hoàn toàn bị trấn áp.

#### Phía nam Trường giang
Các lực lượng vũ trang nông dân ở phía nam Trường Giang phát triển ngày càng mạnh mẽ, bởi không còn phải chịu áp lực của quan quân, thế lực của bọn địa chủ vũ trang cũng không thể vươn đến, nên họ quay sang thôn tính lẫn nhau.
Chu Nguyên Chương thay Quách Tử Hưng bệnh mất từ năm thứ 15 (1355), là thế lực duy nhất ở phía nam Trường Giang, dù là trên danh nghĩa, phục tùng chính quyền Tống. Từ Thọ Huy đã xưng đế, đặt quốc hiệu là Thiên Hoàn từ năm thứ 11 (1351); Trần Hữu Lượng soán ngôi Thọ Huy, đổi quốc hiệu là Hán từ năm thứ 20 (1360).
Sau khi chạy về An Phong, chính quyền Tống chỉ còn tồn tại lay lắt bên cạnh Giang Nam hành tỉnh của Chu Nguyên Chương. Tuy nhiên, Nguyên Chương vẫn dùng niên hiệu Loan Phượng cho đến khi Tiểu Minh vương Hàn Lâm Nhi chết đuối ở Qua Bộ (1366).
Kể từ khi các tướng Nguyên do Khoách Khuếch Thiếp Mộc Nhi đứng đầu trấn áp thành công nghĩa quân Khăn Đỏ ở phía bắc Trường Giang, thực tế không còn lực lượng vũ trang nông dân nào nữa, cuộc chiến tranh nhân dân phản kháng phong kiến đã trở thành cuộc chiến tranh quân phiệt.
Năm 1368, Chu Nguyên Chương lên ngôi hoàng đế ở Kim Lăng, đặt niên hiệu là Hồng Vũ, đặt quốc hiệu là Minh, sau đấy phái Từ Đạt mang quân Bắc tiến rồi hạ được Đại Đô, nhà Nguyên mất, dù tàn dư nhà Nguyên lúc đấy vẫn còn tồn tại nhưng cuộc khởi nghĩa coi như đã thành công hoàn toàn.